# Departamento de Infraestrutura e Transporte
O Departamento de Infraestrutura e Transporte (em inglês: Department of Infrastructure and Transport) é um departamento do governo da Austrália.